# Rollinia bahiensis
Rollinia bahiensis é uma árvore do Brasil, restrita à costa da Bahia.